# Plotosus japonicus
Plotosus japonicus is een straalvinnige vissensoort uit de familie van koraalmeervallen (Plotosidae). De wetenschappelijke naam van de soort is voor het eerst geldig gepubliceerd in 2008 door Yoshino & Kishimoto.